# Danaea ypori
Danaea ypori är en kärlväxtart som beskrevs av Christenh.. Danaea ypori ingår i släktet Danaea, och familjen Marattiaceae. Inga underarter finns listade i Catalogue of Life.